# Hayley Law
Hayley Law (Vancouver, 18 novembre 1992) è un'attrice e cantante canadese.
È nota per aver interpretato Valerie Brown in Riverdale e Lizzie Elliot in Altered Carbon.

## Biografia
Law è nata il 18 novembre 1992 a Vancouver nella provincia della Columbia Britannica in Canada. Ha fatto il suo debutto come attrice con il personaggio ricorrente Valerie Brown nella serie drammatica Riverdale. In seguito, ha ricoperto ruoli in programmi TV e film tra cui The Arrangement, Stickman, The New Romantic e Altered Carbon del servizio streaming Netflix.

## Filmografia

### Cinema
- The New Romantic, regia di Carly Stone (2018)
- Spontaneous, regia di Brian Duffield (2020)
- La banda di Chicago (Echo boomers), regia di Seth Savoy (2020)
- Mark, Mary & Some Other People, regia di Hannah Marks (2021)

### Televisione
- Riverdale – serie TV, 16 episodi (2017-2018, 2021)
- The Arrangement – serie TV, ep. 1x03 (2017)
- Stickman, regia di Sheldon Wilson - film TV (2017)
- Altered Carbon – serie TV, 9 episodi (2018-2020)

## Discografia
- Hayleau ( EP ) – (2016)[2]

## Doppiatrici italiane
Nelle versioni in italiano dei suoi lavori, Hayley Law è stata doppiata da:
- Elena Fiorenza in Riverdale
- Virginia Brunetti in Altered Carbon
- Lucrezia Marricchi in Spontaneous